# 特殊教育
特殊教育学是教育学的一个分支。是研究特殊教育现象及其规律的科学。特殊教育是教育的一个组成部分，是使用一般或特别设计的课程、教材、教法、组织形式和设备对特殊儿童（青、少年）所进行的达到一般的和特殊的培养目标的教育。由于对特殊教育有广义和狭义两种理解，特殊教育学也可以有两种理解。广义的指研究有各种特殊教育需要儿童教育的现象与规律的科学；狭义的多指研究各类残疾儿童教育现象与规律的科学，在中國又称“残疾儿童教育学”、“缺陷儿童教育学”、“障碍儿童教育学”、“治疗教育学”等。世界各国多用狭义概念。按具体研究对象又可细分为腦障教育学（腦力障礙教育）盲人教育学（視力障礙教育）、聽障教育学（聽力障礙教育）、智障教育学（智能障礙教育）、語言障礙（言語障礙）、肢體障礙（肢體殘障）、腦性麻痺（腦性麻痺障礙）、身體病弱（身體病弱障礙）、情緒行為障礙（情緒管理功能障礙）、學習障礙（學習功能障礙）、多重障礙（多重功能障礙）、自閉症（自閉障礙）、發展遲緩（發展遲緩功能障礙）、認知障礙、資賦優異、其他障礙等。
特殊教育学校产生于18世纪的欧洲，一些进步的教师和医生曾提出各种理论为特殊教育奠基。逐渐形成了聋教育学、盲教育学、弱智教育学等。19世纪有的医生和（或兼）教师提出了治疗教育学理论。19世纪末心理学的发展使特殊儿童心理学产生，出现了“特殊教育学”。20世纪中期特殊教育概念有所扩大，研究对象从学龄残疾儿童大规模地扩展到学龄前残疾儿童的早期诊断与教育训练，同时特殊教育在较大的范围内延伸到残疾青年的中等和高等教育、职业教育。多种学科（教育学、心理学、医学、社会学、语言学、哲学、电子学、听力学等）在研究残疾儿童教育、心理和康复方面密切结合和交叉，使特殊教育学发展成为研究有特殊教育需要人的发展规律的一门跨学科的、边缘的、新兴的学科。研究内容包括：特殊教育与社会发展的关系，特殊教育对象的早期发现、早期鉴定与评估，特殊儿童的早期干预，特殊教育的目的、任务，特殊教育的体系、组织形式、方法和内容、手教与教师的培训体系和方法特段、设备和教具，各级各类特教育与普通教育的共性与特殊性等等。研究方法除了一般教育学的方法可以使用外，更多采用正常儿童与特殊儿童教育比较研究的方法。

## 特殊教育需要協調員（SENCO）
特殊教育需要協調員（Special Educational Needs Co-ordinator，簡稱SENCO）是學校內專責協調有特殊教育需要的學生的教師。特殊教育協調員最先在英國開始，由於1995年英國國會通過《殘疾歧視法案》，學生不得因殘疾問題而使他們得到較其他學生為少的照顧，所以當地教育部門為有一定數量特殊學習需要的學校開設這個職位，使學校能夠符合法例的要求，能夠針對殘疾兒童的弱點而作出“合理安排”，使他們能夠得到均等的學習時間及機會。

在英國擔任特殊教育需求協調員的人員為校長(Head-Teacher)

## 特教教育形式[1]
- 集中式特教班：由特教老師全部擔任所有的教學、學童互動的工作。
- 合作制班：大部分的時間都由特教老師進行教學工作，少部分時間參加普通班
- 資源教室：學生大部分時間都在普通班接受教學，但有少時間需要特教資源的時候可以來資源教室獲取相關管道。
  - 普通建教班：將學生直接安置在普通班，以肢體障礙學童常見
    - 床邊教學：針對有嚴重疾病而無法離開家、病床的孩童，進行到府教學來協助其課業發展。

## 輔助學習方法
- 五感法
- 六何法
- SQ3R方法
- PQRST方法
- 圖像式思考輔助工具

## 外部連結
- 教育部特殊教育通報網(SET) （页面存档备份，存于）
- 教育部特殊教育通報網(SEN) （页面存档备份，存于）
- 全國特殊教育資訊網 （页面存档备份，存于）
- 教育部國教署優質特教發展網絡系統暨教學支援平台
- 香港教育城 共融資料館 （页面存档备份，存于）
- 香港教育局特殊教育資源中心 （页面存档备份，存于）
- SureStart:Are you looking for childcare? (英語)
- 中國教育學科站點：关于英国特殊教育管理的个案研究
- 中国传统文化里的心理卫生思想探析，心理科学 2001年第5期 作者：孟万金[永久]